# Betula pubescens
El abedul pubescente (Betula pubescens) es una especie de abedul propio del norte de Europa, Islandia, el sur de Groenlandia y el norte de Asia. Esta preferencia por el norte es tal que, de hecho, una de sus subespecies, Betula pubescens subsp. tortuosa, recibe el nombre de abedul blanco del Ártico o Abedul Boreal.

## Características

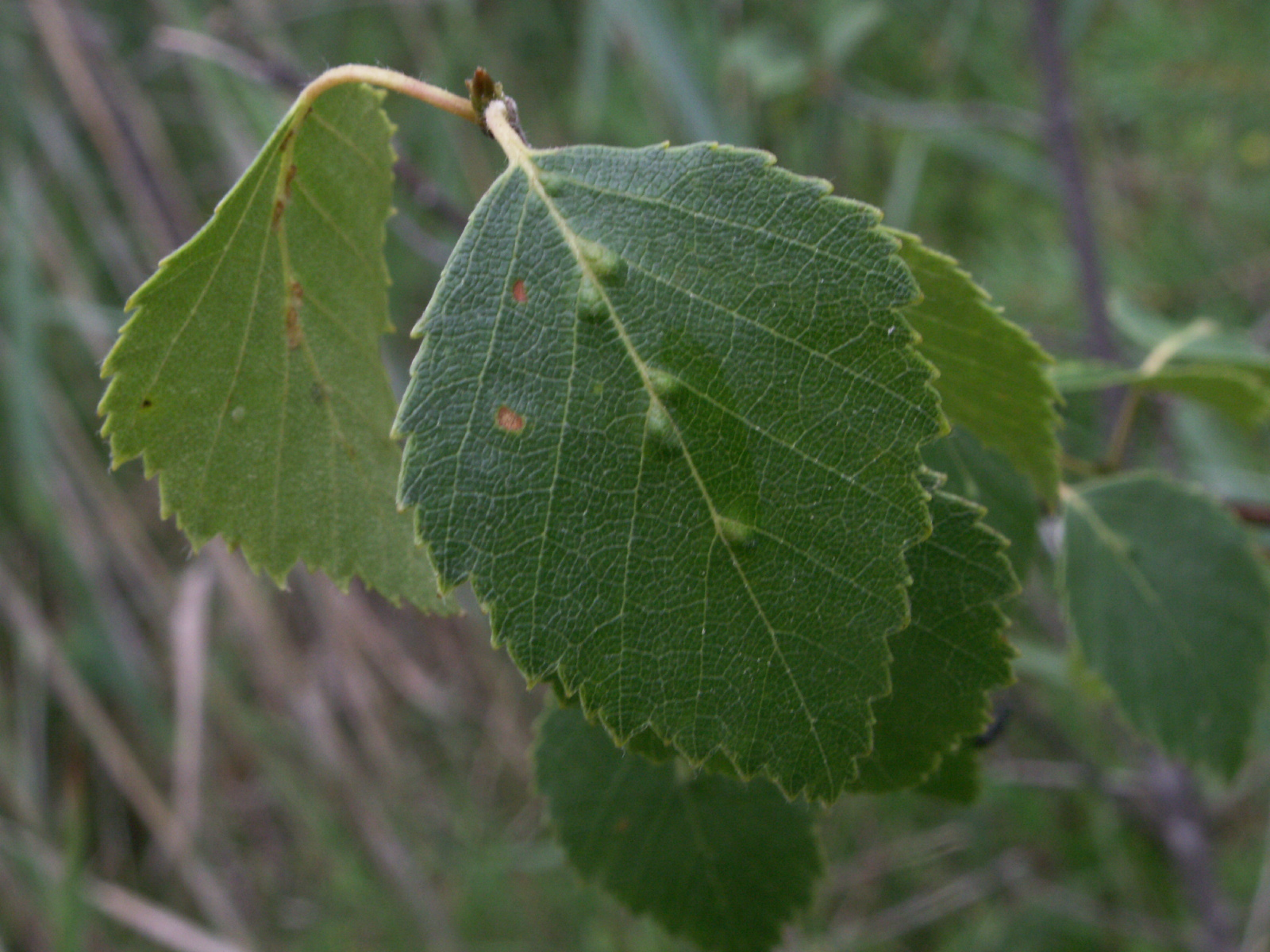
Detalle de la hoja.

Se trata de un árbol caducifolio que alcanza los 10-30 m de altura, con una copa de unos 70 cm de diámetro, cuyas hojas presentan un color blanquecino debido al indumento que portan, lo que dota de dicho color al árbol entero. Dichas hojas son ovadas, con ápice agudo, acuminadas, de 2 a 5 cm de longitud y de 1,5 a 4,5 de ancho, con un margen finamente aserrado. Sus flores, en forma de amentos, surgen en primavera, antes de que el árbol recupere las hojas. Sus frutos son agregados péndulos, cilíndricos, de 1 a 4 cm de longitud y de 5 a 7 de diámetro; dichas infrutescencias son dehiscentes con la madurez, dando lugar a semillas pequeñas, de 2 mm, doblemente aladas (disámaras).

## Caracteres identificativos

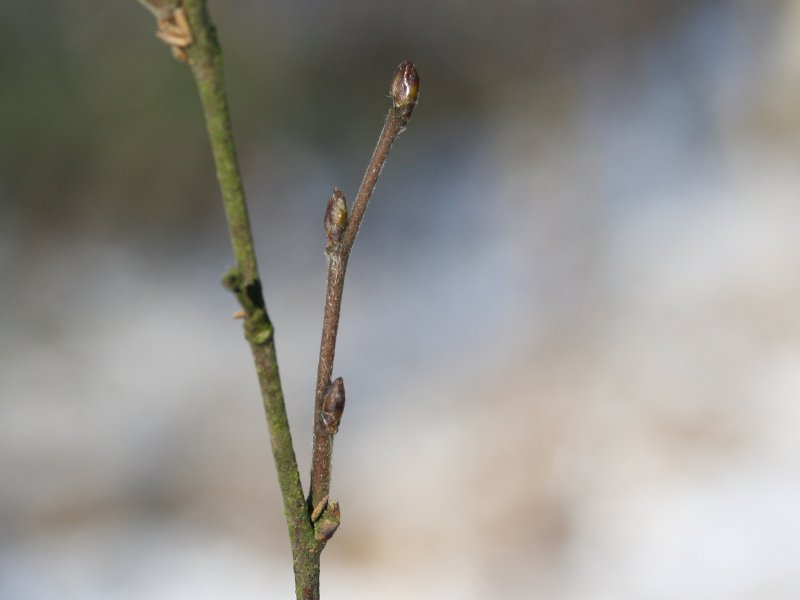
Detalle de las yemas.

A diferencia de Betula pendula, el abedul, posee retoños lisos, y es más liso y posee menos indumento que aquel. Además, la aserradura del margen es más constante y leve. En cuanto a la genética, existen diferencias taxativas: el abedul B. pendula es diploide, mientras que el B. pubescens es tetraploide. Respecto de sus características ecológicas, este abedul prefiere terrenos poco drenados, muy saturados en agua, a diferencia, de nuevo, con B. pendula, que requiere una sequedad mayor.

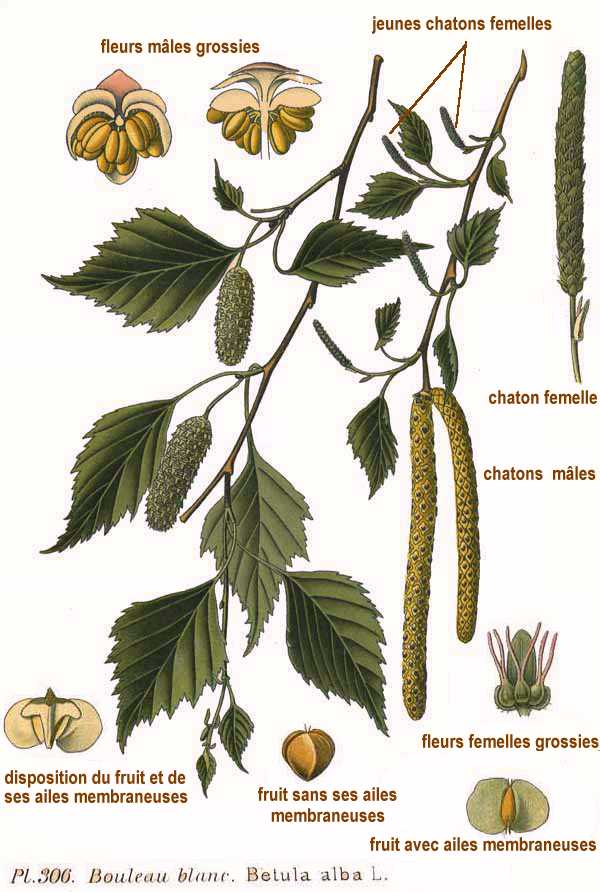
Ilustración

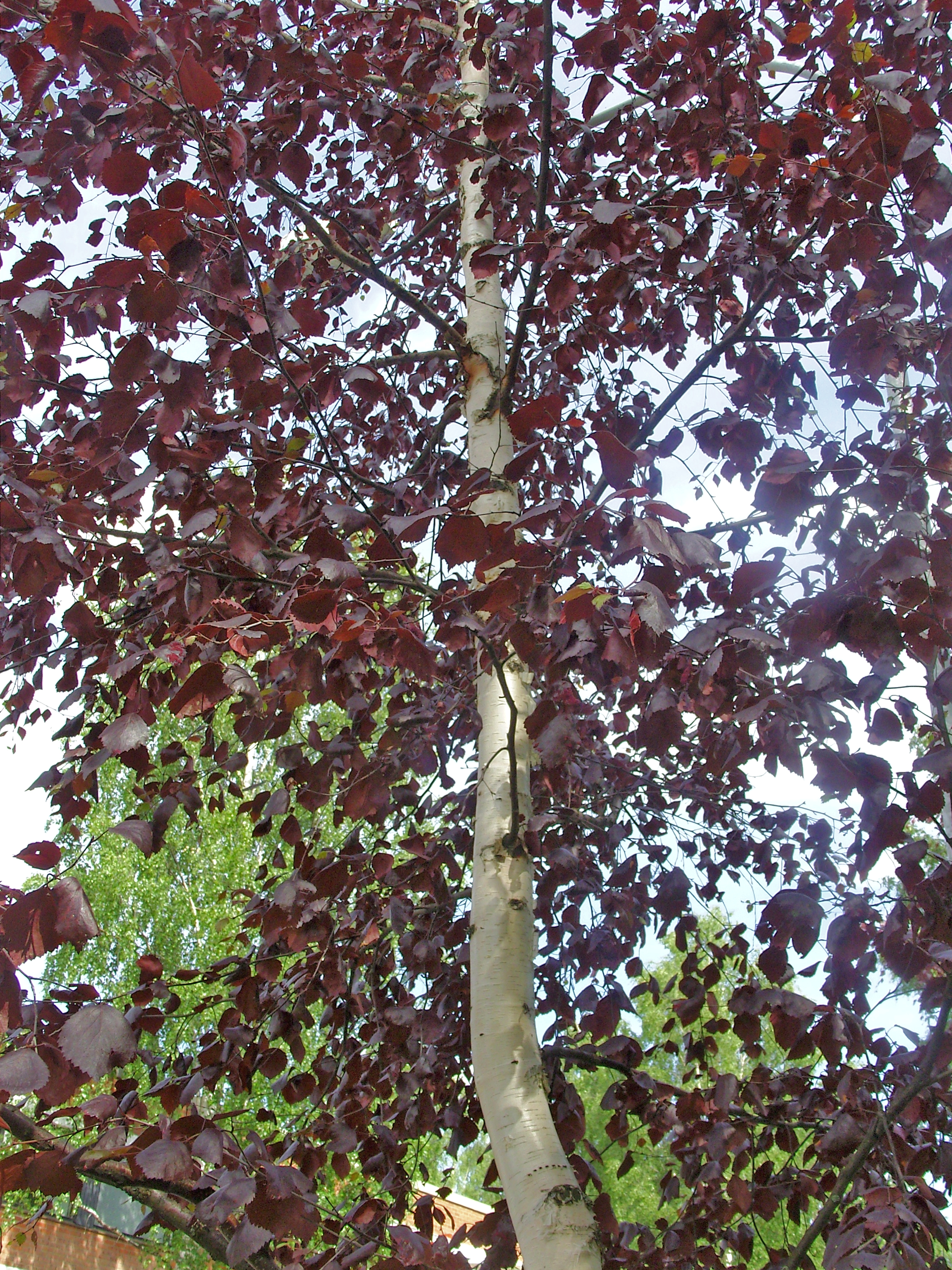
Hojas de otoño

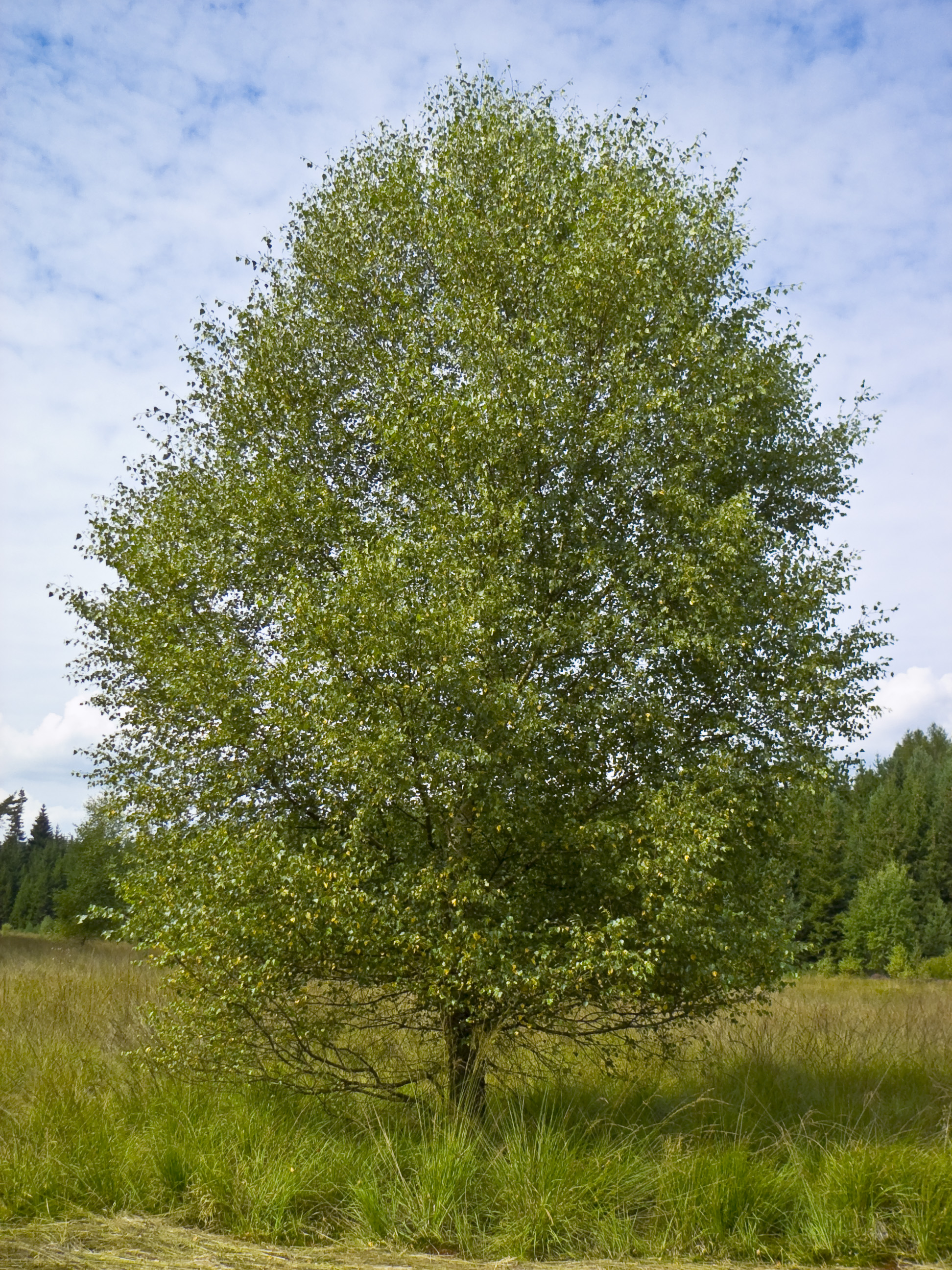
Vista de la planta

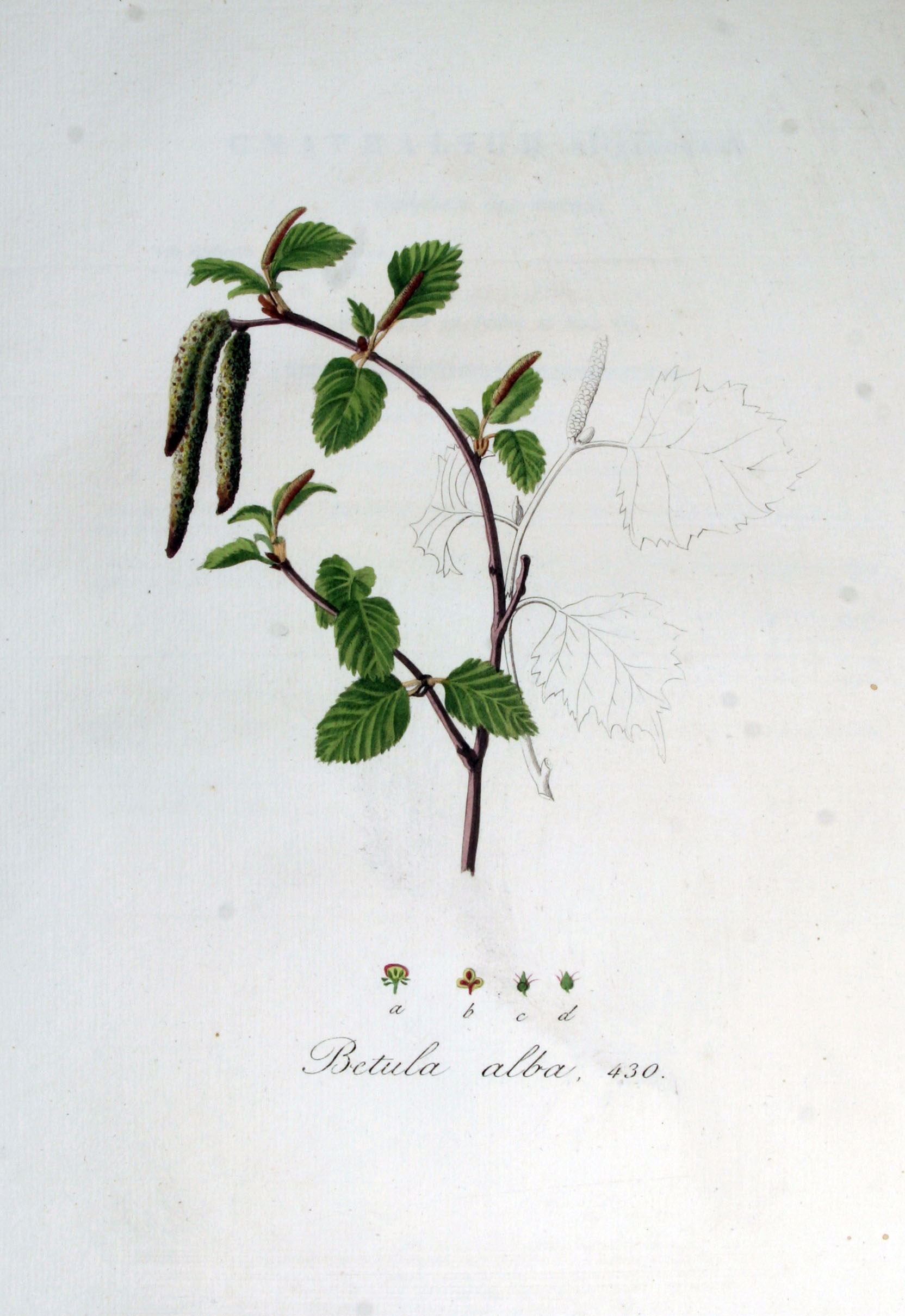
Ilustración en Flora Batava

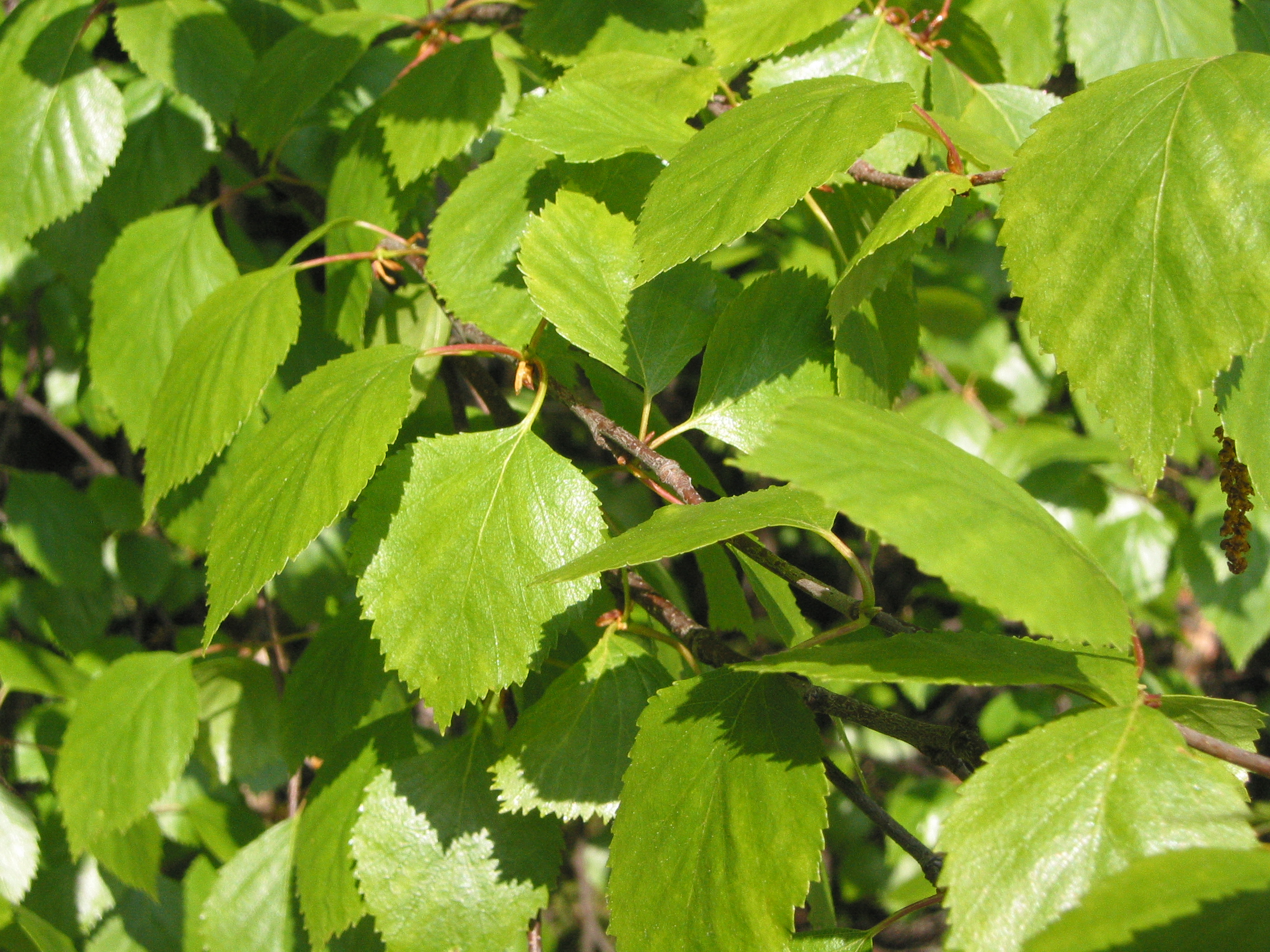
Detalle de las hojas

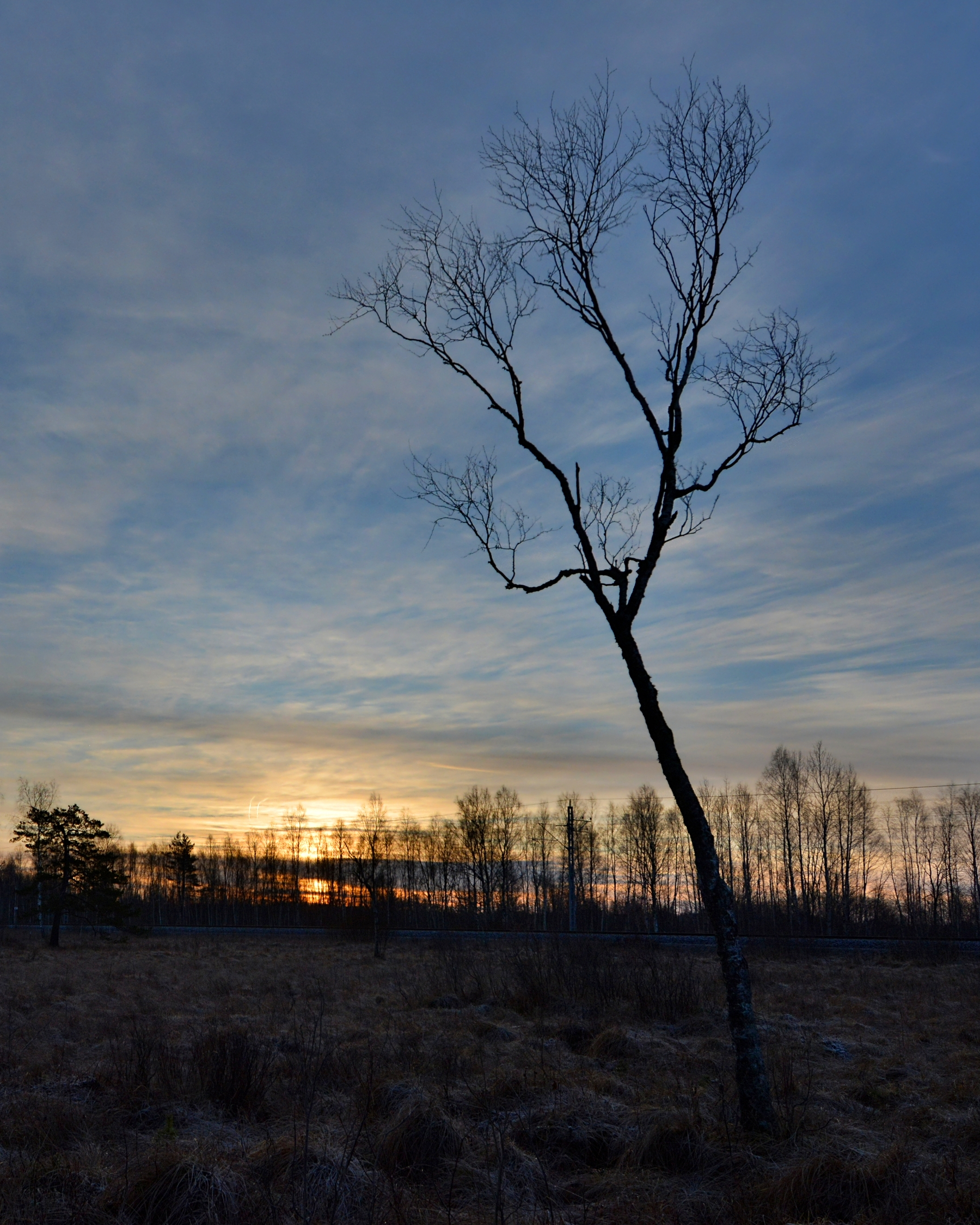

## Distribución
El abedul blanco es la angiosperma de porte arbóreo de distribución más septentrional. Las poblaciones subárticas no disfrutan del porte descrito en secciones anteriores, sino que poseen un perfil más achaparrado, más apto contra las ventiscas y para resistir el peso de la nieve. Hay autores que separan a los individuos pertenecientes a estas subpoblaciones en la subespecie Betula pubescens subsp. tortuosa, el abedul ártico; sus características definitorias, aparte de la distribución islandesa y groenlandesa, corresponderían a una talla menor, de 5 a 6 m.
En la península ibérica es frecuente en la cordillera Cantábrica, sistema Ibérico, sistema Central. En estas sierras se mezcla frecuentemente con acebos, con cerbellanos (Sorbus aucuparia). En los abedulares claros crece gran cantidad de genciana (Gentiana lutea) que se aprovecha, así como brezos blancos y rubiones, extensos tapices de arándano y escobas (Genista obtusiramea).

## Propiedades
Betula pubescens contiene en su corteza el principio activo ácido betulínico cuyos estudios demuestran que puede ser eficaz contra algún tipo de cáncer.

## Taxonomía
Betula pubescens fue descrita por Jakob Friedrich Ehrhart y publicado en Beiträge zur Naturkunde 6: 98. 1791.
Etimología
Betula: nombre latino del abedul. Deriva del nombre galo "betu", que viene de "betu-": resina; Plinio dijo que los galos preparaban a partir de la resina del abedul una especie de betún.
pubescens: epíteto latino que significa "peluda".
Sinonimia
- Betula alba var. pubescens (Ehrh.) Spach
- Betula alba subsp. pubescens (Ehrh.) Regel

var. glabrata Wahlenb.
- Betula alba var. carpatica (Waldst. & Kit. ex Willd.) Regel
- Betula alba var. glabrata (Wahlenb.) Muñoz Garm. & Pedrol
- Betula alba subsp. glutinosa (Trautv. ex Regel) Holub
- Betula alba var. glutinosa Trautv. ex Regel
- Betula alba subsp. odorata (Bechst.) Dippel
- Betula alba var. parvifolia (Regel) Regel
- Betula alba var. pontica P.Watson
- Betula borysthenica Klokov
- Betula carpatica Waldst. & Kit. ex Willd.
- Betula carpatica var. hercynica Rchb.
- Betula coriacea Gunnarsson
- Betula glutinosa Wallr.
- Betula murithii Gaudin ex Regel
- Betula odorata Bechst.
- Betula stenocarpa Kindb.
- Betula subodorata Kindb.

var. golitsinii (V.N.Vassil.) Tzvelev
- Betula golitsinii V.N.Vassil.

var. pubescens
- Betula alba L.
- Betula alba var. friesii Regel
- Betula alba var. hornemannii Regel
- Betula alba f. hornemannii (Regel) Regel
- Betula alba var. lupulina Wallr.
- Betula alba var. ovata Neilr.
- Betula alba var. vulgaris Aiton
- Betula ambigua Hampe ex Rchb.
- Betula andreji V.N.Vassil.
- Betula asplenifolia Regel
- Betula aurea Steud.
- Betula baicalia V.N.Vassil.
- Betula broccembergensis Bechst.
- Betula callosa Notø
- Betula canadensis K.Koch
- Betula celtiberica Rothm. & Vasc.
- Betula concinna Gunnarsson
- Betula coriifolia Tausch ex Regel
- Betula dalecarlica L.f.
- Betula friesii Larss. ex Hartm.
- Betula glabra Dumort.
- Betula glauca Wender.
- Betula hackelii Opiz ex Steud.
- Betula jacutica V.N.Vassil.
- Betula krylovii G.V.Krylov
- Betula laciniata Thunb.
- Betula laciniata Blom
- Betula lenta Du Roi
- Betula lucida Courtois
- Betula macrostachya Schrad. ex Regel
- Betula major Gilib.
- Betula nigricans Wender.
- Betula odorata var. alpigena Blytt
- Betula ovata K.Koch
- Betula pontica Loudon
- Betula populifolia Aiton
- Betula rotundata Beck
- Betula sajanensis V.N.Vassil.
- Betula sokolowii Regel
- Betula subarctica Orlova
- Betula subarctica var. pojarkovae Tzvelev
- Betula tomentosa Reitter & Abeleven
- Betula torfacea Schleich.
- Betula virgata Salisb.

var. pumila (L.) Govaerts
- Betula alba var. pumila L.
- Betula alba subsp. tortuosa (Ledeb.) Regel
- Betula czerepanovii N.I.Orlova
- Betula czerepanovii var. nasarovii Tzvelev
- Betula odorata var. tortuosa (Ledeb.) Rosenv.
- Betula tortuosa Ledeb.
- Betula tortuosa var. pubescens Regel[5][6]